# Predalka
Predalka je potok na horní Oravě, v jižní části okresu Námestovo. Je to levostranný přítok Hruštínky, měří 4,3 km a je tokem V. řádu.

## Pramen
Pramení v Podbeskydské pahorkatině, západně od Hrustína v oblasti Hruštínskych Poľan v nadmořské výšce cca 935 m n. m..

## Popis toku
Teče převážně východním směrem, na horním toku se přechodně stáčí na severovýchod. První přítoky přibírá až na středním toku, nejprve pravostranný z lokality Vyšný grúň, pak levostranný (1,6 km) z oblasti Rozchodníků a také krátký pravostranný přítok zpod Nižného grúňa (786,8 m n. m.). Následně se dvakrát prudce stáčí, zleva přibírá další významný přítok (1,7 km) z oblasti Rozchodníků a protéká obcí Hruštín, přičemž zároveň vtéká do Hruštínskeho Podolí v Oravské kotlině. Nakonec se stáčí na jihovýchod a přímo v obci ústí v nadmořské výšce přibližně 688 m n. m. do Hruštínky.